# Curtitoma georgossiani
Curtitoma georgossiani is een slakkensoort uit de familie van de Mangeliidae. De wetenschappelijke naam van de soort is voor het eerst geldig gepubliceerd in 2017 door Merkuljev.